# Union sportive de Oujda (rugby à XV)
 (novembre 2024).
Si vous disposez d'ouvrages ou d'articles de référence ou si vous connaissez des sites web de qualité traitant du thème abordé ici, merci de compléter l'article en donnant les références utiles à sa vérifiabilité et en les liant à la section « Notes et références ».
Maillots
Dernière mise à jour : 27 février 2013.
L'Union sportive de Oujda (USO) est un club marocain de rugby à XV basé à Oujda et évoluant en première division du Championnat du Maroc. L'USO joue ses matchs à domicile au stade municipal d'Oujda.

## Histoire
L'Union sportive d'Oujda est fondée en 1928.

## Palmarès
- Vainqueur du Championnat du Maroc à 9 reprises en 1967, 1978, 1986, 1988, 1990, 1991, 1993, 1998 et 2004
- Vainqueur de la Coupe du Trône à 7 reprises en 1968, 1969, 1973, 1988, 1989, 1994 et 2002